# دان لاز
دان لاز (انگلیسی: Don Laz؛ ۱۷ مه ۱۹۲۹ – ۲۱ فوریه ۱۹۹۶) ورزشکار پرش با نیزه اهل ایالات متحده آمریکا بود.
وی در مسابقات کشوری و بین‌المللی در مجموع برندهٔ ۱ مدال برنز شده‌است.